# Ијасинт Риго
Ијасинт Риго (кат. Jacint Rigau-Ros i Serra, фр. Hyacinthe Rigaud, 18. јул 1659 – 29. децембар 1743) био је француски баркони сликар. Посебно је познат по портретима краљева Луја , Луја  и француске аристократије. 
Био је најзначајнији портретиста у време владавине Луја XIV. Његова склоност ка импресивним позама одговарала је укусу краљевске породице, високог свештенства и дворјана. Риго дугује своју славу подршци коју је добио од четири генерације династије Бурбона. То су били Луј XIV, његов син Луј, Велики Дофен, унук Луј, војвода Бургундије (Мали Дофен), и праунук, који ће постати Луј XV 1715. Његова клијентела су још били буржоазија, банкари, аристократе, индустријалисти, министри владе, амбасадори и европски краљеви. Неки од његових модела били су скромнијег порекла, Ригоови пријатељи и колеге.

## Галерија
- Портрет Луја , краља Француске и Наваре, из 1701.
- Портрет Луја , (1727–1729), Версај
- Портрет Сузане де Буберс (Suzanne de Bourbers de Bernâtre)
- Шарл де Сен Албан, надбискуп Камбраја